# Anna Antoinette Weber-van Bosse
Pour les articles homonymes, voir Weber et Bosse.
Anna Antoinette Weber-van Bosse, est une botaniste néerlandaise, née le 27 mars 1852 à Amsterdam et morte le 29 octobre 1942 à Eerbeek.

## Biographie
Elle nait le 27 mars 1852 à Amsterdam. Elle est orpheline de mère jeune et suit une éducation dispensée à domicile avec une institutrice suisse. Elle apprécie particulièrement la botanique et la zoologie. En 1880 elle est inscrite aux cours de botanique et zoologie de l'Université d’Amsterdan en tant qu'auditrice libre.
Elle fait la connaissance de E. Baenziger, une suissesse, qui devient par la suite sa traductrice en Allemand, et qui confirme sa vocation naissante. 
Elle a étudié les algues corralines lors de l'expédition du Siboga, à travers les Indes orientales néerlandaises (1899-1900), organisée par son mari,  Max Weber. 
Ses travaux par la suite sont menés à partir de son laboratoire Huis Eerbeek sis dans sa propre demeure, dans lequel elle reçoit les visites de botanistes du monde entier. Elle s'implique également dans les œuvres sociales pour les enfants hébergés en foyer à Amsterdam.
Elle reçoit de nombreux prix pour ses travaux et notamment le Chevalier de l'ordre d'Orange-Nassau et des honneurs de l'Université d'Utrecht. 

## Éponymie
Une espèce d'oiseau, Dicaeum annae  est nommée en son honneur.

## Vie privée
Elle fut mariée jeune avec le peintre Wilhelm Ferdinand Willinck van Collen, mais il meurt en 1877. Elle se remaria au zoologiste germano-néerlandais Max Carl Wilhelm Weber. Elle meurt le 29 octobre 1942 à l'age de 90 ans.